# Garin Liman (Dan-Issa)
Garin Liman (auch: Garin Limam, Kondago) ist ein Dorf in der Landgemeinde Dan-Issa in Niger.

## Geographie
Das Dorf befindet sich rund acht Kilometer östlich des Hauptorts Dan-Issa der gleichnamigen Landgemeinde, die zum Departement Madarounfa in der Region Maradi gehört. Weitere Siedlungen in der Umgebung von Garin Liman sind Farou und Firdji im Südwesten.
Garin Liman ist Teil der Übergangszone zwischen Sahel und Sudan. Die durchschnittliche jährliche Niederschlagsmenge beträgt hier zwischen 500 und 600 mm.

## Geschichte
Im Sommer 2021 wurden in Garin Liman Goldvorkommen entdeckt. Dies zog Goldsucher an. In den darauffolgenden Monaten stürzen mehrmals Minen ein. Beim ersten Einsturz kamen acht Menschen ums Leben, beim zweiten, am 7. November 2021, starben etwa zwanzig Menschen. Die Regierung schloss die Stätte kurz darauf offiziell. Dennoch gab es weiterhin zu illegalen Grabungen vor allem von Goldsuchern aus den Nachbarländern. Bei einem Mineneinsturz in der Nacht von 30. auf 31. Januar 2022 starben mindestens fünf Goldsucher aus Nigeria.

## Bevölkerung
Bei der Volkszählung 2012 hatte Garin Liman 1716 Einwohner, die in 204 Haushalten lebten. Bei der Volkszählung 2001 betrug die Einwohnerzahl 651 in 100 Haushalten und bei der Volkszählung 1988 belief sich die Einwohnerzahl auf 906 in 106 Haushalten.
Die Bevölkerungsdichte in diesem Gebiet ist für nigrische Verhältnisse hoch.

## Wirtschaft und Infrastruktur
Das Gebiet der Ebenen im südlichen Teil der Region Maradi, in dem Garin Liman liegt, ist von einer anhaltenden Degradation der ackerbaulichen Flächen gekennzeichnet, die mit der hohen Bevölkerungsdichte in Zusammenhang steht. Es gibt eine Schule im Dorf.